# Dasineura fairmairei
Dasineura fairmairei är en tvåvingeart som först beskrevs av Jean-Jacques Kieffer 1897.  Dasineura fairmairei ingår i släktet Dasineura och familjen gallmyggor. Inga underarter finns listade i Catalogue of Life.